# Hotel Humboldt
El Hotel Humboldt, ubicado en la cima del Cerro Ávila en Caracas, Venezuela es un ícono en la arquitectura venezolana por su diseño de vanguardia. Su construcción se realizó en 199 días de 200 dispuestos por el gobierno de entonces, entre los meses de mayo y noviembre de 1956.

## Características
El hotel formó parte del plan para unir a Caracas con el Litoral a través de un complejo turístico y recreativo que involucraba al teleférico como medio de transporte. El edificio está a una altitud de 2140 m s. n. m., su arquitectura está compuesta por una torre cilíndrica que permite una vista de 360°. Con una altura de 59.50 metros, tiene 14 pisos donde se distribuyen las 70 habitaciones tipo suite que ofrecen una excelente vista de la ciudad. El edificio estaba dotado de un comedor, un mirador y unas estructuras adosadas donde se encontraban las áreas sociales del hotel: salones, estar, dependencias administrativas, servicios y piscina cubierta, así como un teleférico privado de uso exclusivo para los huéspedes del hotel y para los invitados. La fachada de cristal y aluminio se utilizó para ayudar al calentamiento de la edificación, la misma permitió además que se le efectuara el mantenimiento rutinario de limpieza desde adentro por medio de ventanales basculantes.

## Toponimia
El hotel deriva su nombre al naturalista alemán Alejandro von Humboldt (1769-1859) quién además de las múltiples expediciones a la geografía nacional, recorrió las montañas y dejó por escrito sus observaciones.

## Historia
El complejo fue iniciado en el gobierno del General Marcos Pérez Jiménez y estuvo a cargo de los ingenieros Gustavo Larrazábal, Oscar Urreiztieta y la compañía venezolana ENECA. El diseño original del hotel y de la estación Ávila son del arquitecto Tomás José Sanabria, quien formó parte de la segunda generación de arquitectos venezolanos formados en el exterior e impulsores del estilo internacional. El paisajismo era responsabilidad de Roberto Burle Marx pero debido al corto tiempo nunca se llevó a cabo. 

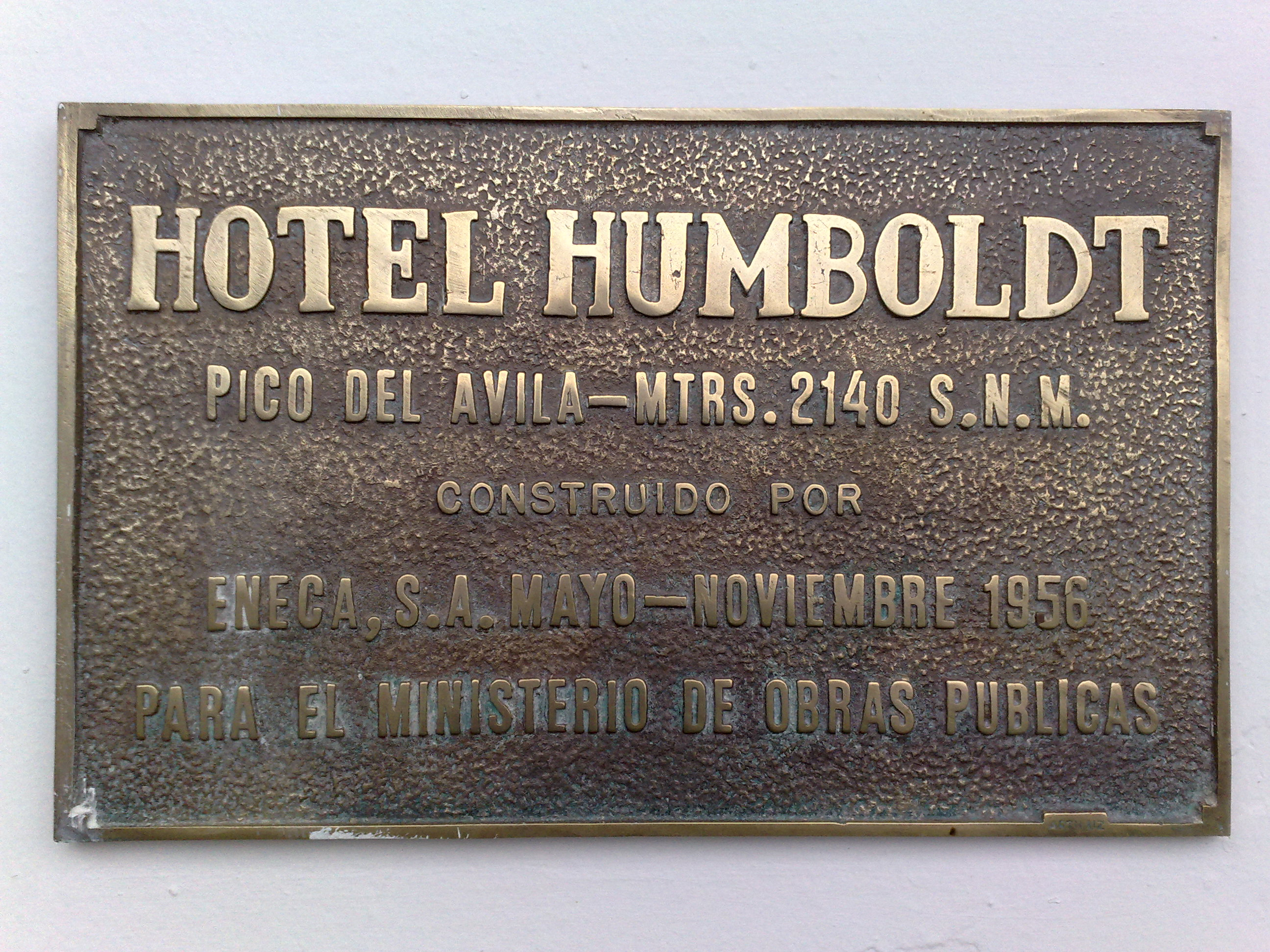
Placa del Hotel Humboldt.

Fue estrenado por el Poder Ejecutivo el 11 de diciembre de 1956 e inaugurado el 29 de diciembre del mismo año. Marcos Pérez Jiménez lo calificó como hostería de la cota 2000.
Los teleféricos empezaron a funcionar al público en diciembre del mismo año y fue entregado a la Gobernación del antiguo Distrito Federal, ahora Distrito Capital, con la intención de incorporarlo al patrimonio turístico y de tenerlo en mantenimiento constante.
Según algunos historiadores y arquitectos, el edificio tenía como propósito principal servir como punto estratégico militar, dado el caso de que las vías de acceso de la ciudad llegaran a colapsar, les permitiría movilizar a más de 800 soldados por hora a través del teleférico. Aun así, el hotel no brindó servicios militares, más bien, se realizaron importantes eventos cívicos de entretenimiento. Tuvo un tiempo de operaciones muy corto, funcionó desde 1957 a 1965 . Fue entregado en concesión a la cadena hotelera Sheraton en 1965, pero debido a la pérdida de dinero por parte de la administradora y al cese de servicio del teleférico de la cresta, que llevaba a los huéspedes desde la estación Ávila hasta el lobby del hotel, la cadena Sheraton decidió no renovar el contrato y el estado venezolano decidió cerrar el hotel en 1968. En los años 70 fue entregado al INCE para convertirlo en centro de estudios. Finalmente un incidente en el sistema teleférico de Caracas provocaría el abandono del parcial del complejo en 1977, aunque el teleférico Ávila-Litoral continuó operando hasta 1987. 
El hotel fue reacondicionado a mediados de los años 80 y reinaugurado como hotel escuela junto al sistema teleférico de Caracas el 6 de febrero de 1986 hasta finales de 1989. En la década de los 80 solo las áreas sociales del hotel prestaban servicio al público, especialmente la discoteca en aquel entonces conocida como salón Mucuruba. Durante la década de los 90 el hotel y el teleférico estuvieron cerrados al público en general , aunque en ocasiones sus espacios eran usados para eventos privados incluyendo el servicio del teleférico Mariperez-Ávila. En 1996 el sistema teleférico Mariperez-Ávila fue sometido a una serie de reparaciones realizadas por la compañía Suiza Von Roll, Ltd. pasando así las certificaciones internacionales para ser reactivado y puesto en servicio al público en general, pero desafortunadamente no abrió sus puertas al público, luego en 1998 el complejo fue privatizado y entregado al consorcio Mezerhane.

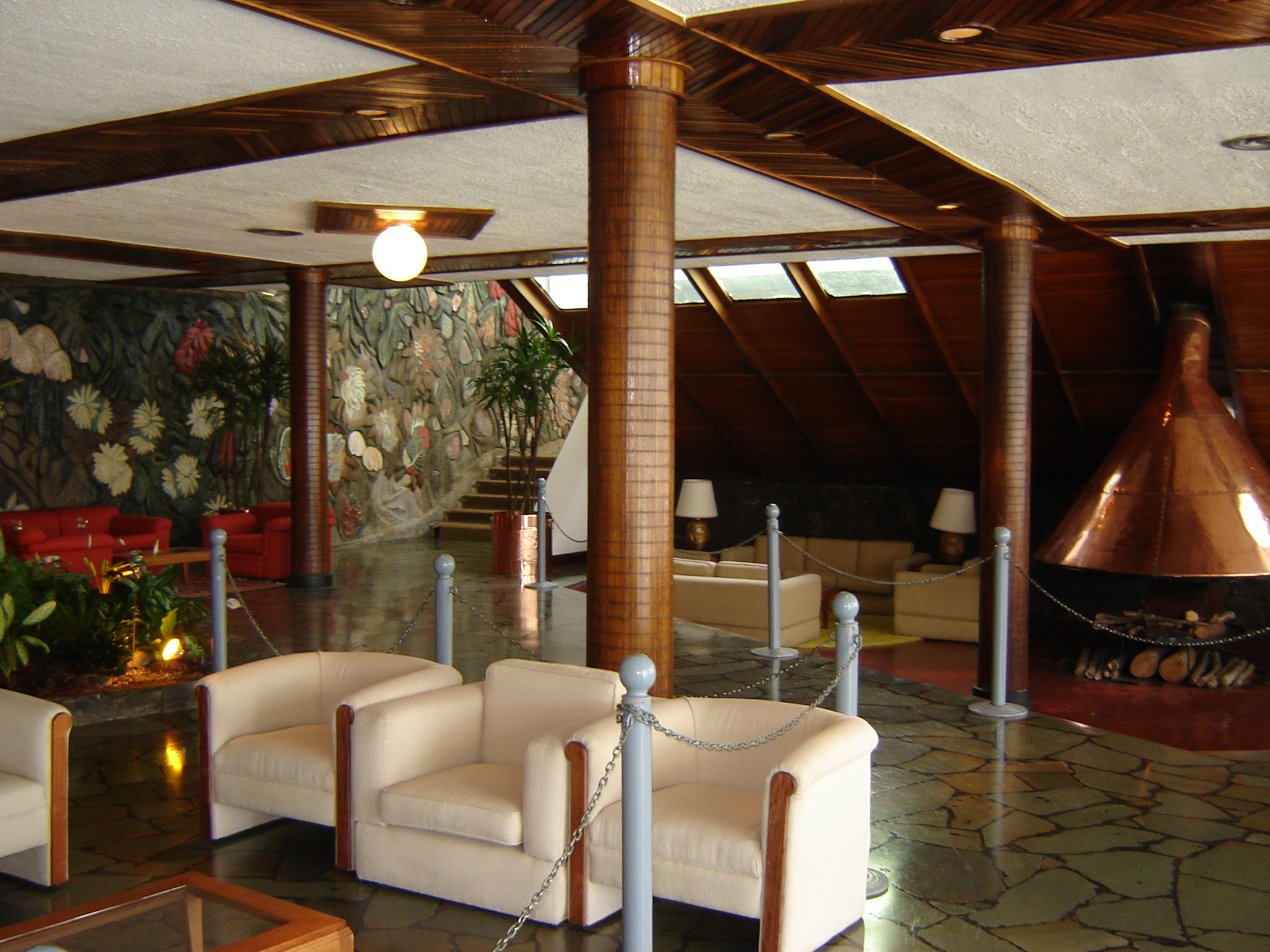
Vestíbulo del Hotel Humboldt, luego de su privatización.

El 23 de marzo de 1998 el Fondo de Inversiones de Venezuela, conjuntamente con Corpoturismo, privatizó el Hotel Humboldt y el Sistema Teleférico Caracas-Litoral. El Estado Venezolano traspasó al Consorcio Inversora Turística Caracas, ITC, la explotación del Sistema Teleférico y el Hotel Humboldt, a través de un contrato de concesión pública por treinta años (la cual fue revocada en el año 2007 por desacato e incumplimiento). El contrato transfería el derecho a explotar el Sistema Teleférico y el Hotel Humboldt, con todas las instalaciones conexas, incluyendo el desarrollo de servicios de turismo y esparcimiento relacionados con tal complejo. En 2007 la concesión fue revocada por incumplimiento del contrato y por daño al patrimonio arquitectónico de la nación, la empresa modificó espacios  en las estaciones incluyendo el desmantelamiento del sistema teleférico Mariperez-Ávila que fue llevado a cabo en el año 2000, esta serie de modificaciones alteran el diseño original y causan daños aparentemente irreversibles a la funcionalidad arquitectónica de la estructura.

## Restauración y reactivación
Con el fin de restaurar el hotel y reactivar los servicios de hostelería y hospedaje, el Ministerio del Poder Popular para el Turismo y el Ministerio del Poder Popular para la Presidencia de la República iniciaron la restauración del Hotel Humboldt en 2012. Estas obras fueron dirigidas por el arquitecto venezolano Gregory Vertullo, especialista en restauración de monumentos arquitectónicos, además de profesionales venezolanos y extranjeros, que han expuesto su compromiso en el rescate de esta obra.  
La primera etapa consistió en el desmontaje de todos los agregados al conjunto que se produjeron durante las administraciones de la cadena Sheraton en 1965, el Inces y Corpoturismo, posteriormente se reforzó parte de la estructura así como las vigas y columnas con fibra de carbono, garantizando así la perdurabilidad del edificio en el tiempo.  
Todas las Suites fueron reacondicionadas y remodeladas manteniendo solamente una en el estado original de 1956, que funcionara como Habitación Museable para la activación de visitas guiadas. Cada habitación remodelada cuenta con baño y ducha con columna de hidromasaje y sanitarios, además de gabinetes y lavamanos para el uso de los huéspedes. Los baños han sido revestidos con mármol en todas sus áreas. Adyacente al baño se encuentra el dormitorio que se compone con un juego de cama queen, un tocador con espejo que se asemeja al utilizado en 1956 y un gavetero que sirve de base para un televisor de última tecnología. Las cortinas pueden ser accionadas por medio de dispositivos dentro del dormitorio o en la pequeña sala adyacente a este, que contiene un juego de muebles, mesa para computadores de los huéspedes y una lámpara colgante.  
De las áreas sociales del hotel en el cuerpo bajo del edificio encontramos el comedor principal, compuesto por un espacio de losas fraccionadas que contienen un gran número de mesas. Sobre estas cuelgan varios juegos de lámparas réplicas de las originales que tuvieron que ser diseñadas en 3D y posteriormente fabricadas en Caracas con un artesano local.  
Hacia el lado oeste, el Bar de la planta baja cuenta nuevamente con una barra de servicios y un ventanal inclinado donde se halla la campana de cobre, aquí los visitantes podrán degustar de las mejores bebidas y pasapalos mientras disfrutan de los espectáculos o conferencias en el Salon Boite, que ha sido totalmente restaurado siguiendo los patrones originales en cuanto a revestimiento y color de las alfombras. Hacia el lado norte se encuentra la cocina secundaria y bajo esta, el área de acceso peatonal, que fue concebido por el Arq. Gregory Vertullo en la primera etapa de la obra.  
El teleférico de la cresta, que originalmente servía al hotel entre 1956 y 1962 podría ser reconstruido en una segunda etapa de rehabilitación que incluye cambios en la camineria y la finalización de las obras del teleférico del litoral. Los huéspedes y visitantes en general ingresarían por este hall de acceso peatonal donde se encuentra el área museable siendo el punto focal de este espacio. Posteriormente acceden por medio de ascensores al espacio húmedo destinado a un nuevo teleférico, pero que podría ser usado mientras para exposiciones. Subiendo una pequeña escalera que divide el nivel entre ambas losas se encuentra el área de registro, espacio que fue totalmente restaurado y que cuenta además con una réplica de la iluminaria colgante original.  
Una vez hecho el registro, los huéspedes esperaran por sus habitaciones en Lobby principal, siendo su aspecto más interesante el techo abovedado de losetas acústicas sujetas por un entramado de madera y acero. A un lado de este, un espacio similar sirve como hall donde se halla una nueva barra justo en la sección donde se reconstruyó una réplica exacta del mural de las gaviotas.  
Hacia el lado Este, cruzando el puente que une el Lobby con el hall de ascensores se encuentra la tienda de recuerdos y el comedor de desayunos que fue originalmente pensado como comedor de niños, este último contiene el acceso a la piscina climatizada que tuvo que ser adaptada según reglamentos operacionales. Esta piscina, cuenta además con dispositivos de emergencia donde en caso de un incendio, el agua que contiene podrá ser usada por medio de bombas para el sector que se necesite. Sobre la piscina cuelgan lámparas y dos calefactores marca Buffalo originales que ayudaran a mantener cálido el espacio. Esta área contiene además dos sanitarios dispuestos con vestidores, duchas, inodoros, áreas de masaje y un sauna. Sobre el sanitario de damas se halla el gimnasio y la puerta que conecta con la cocina principal de servicio.  
En su parte norte se encuentra una pequeña terraza que cuenta además con barandas y paños de vidrio garantizando que los fuertes vientos no perjudiquen a los turistas. Mientras, en el cuerpo alto de la torre, dos salones completamente amoblados y con servicios de cocina propia permitirán la realización de cualquier tipo de fiestas o eventos en esos espacios. El primero de estos salones se encuentra en la Mezzanina, mientras que el segundo se encuentra en el piso 15, sirviendo además como un mirador donde se puede contemplar la vista hacia la ciudad de Caracas, Galipan y el Mar Caribe.  
Todas las áreas del Hotel Humboldt cuenta con conexión con data telefónica, WIFI, seguridad y calefacción / aire acondicionado, además, el huésped podrá disfrutar de servicios como barbería y peluquería, cajero automático, casa de cambio de divisas y farmacia que se encuentran justo debajo del área de registro.  
Luego de su restauración, el hotel fue reinaugurado por el presidente de la República el 4 de mayo de 2018. Fue entregado a los empresarios licenciatarios de la cadena Marriott bajo el nombre de compañía DHO 22 C.A, sin embargo poco después fue abandonado. La concesión se le entregó a otra empresa llamada "Hotel Humboldt 1956.ca".